# San Lucas (Honduras)
San Lucas es un municipio del departamento de El Paraíso en la República de Honduras.

## Toponimia
Su nombre es en honor a Lucas el Evangelista. santo de la iglesia católica.

## Límites
Se encuentra en un terreno montañoso, atravesado el municipio por el Río Dolores.
| Orientación | Límite                                         |
| ----------- | ---------------------------------------------- |
| Norte       | Municipio de Güinope, El Paraíso               |
| Norte       | Municipio de Oropolí, El Paraíso               |
| Sur         | Municipio de Texiguat, El Paraíso              |
| Sur         | Municipio de Vado Ancho, El Paraíso            |
| Sur         | Municipio de San Antonio de Flores, El Paraíso |
| Este        | Municipio de San Antonio de Flores, El Paraíso |
| Este        | Municipio de Oropolí, El Paraíso               |
| Oeste       | Municipio de Texiguat, El Paraíso              |
| Oeste       | Municipio de Yauyupe, El Paraíso               |
| Oeste       | Municipio de Maraita, Francisco Morazán        |

## Historia
El Municipio de Texiguat donó terreno para San Lucas.
En 1791, en el recuento de población 1791 aparece como parte del Curato de Texiguat.
En 1875 (2 de agosto), se le dio categoría de Municipio, formando parte del Distrito de Texiguat.
En 1904 (22 de enero), la Aldea de Mandasta que pertenecía a San Lucas se anexa a San Antonio de Flores por estar más cerca de este.

## División Política
Aldeas: 10 (2013)
Caseríos: 75 (2013)
| Código | Aldea                              |
| ------ | ---------------------------------- |
| 071201 | San Lucas (cabecera del municipio) |
| 071202 | Apalípi                            |
| 071203 | Candelaria                         |
| 071204 | Junacatal                          |
| 071205 | La Montañita                       |
| 071206 | Los Quebrachos                     |
| 071207 | Mactuca                            |
| 071208 | Navijupe                           |
| 071209 | Surule                             |
| 071210 | Tapahuasca                         |